# Soria
Soria  város Észak-Spanyolországban, Kasztília és León autonóm közösségben, az Ibériai hegységrendszer nyugati oldalán a Duero folyónál. 2023-ban mintegy 40 000 lakosa volt.

## Neve
Sokan állítják, hogy a római időkben volt itt egy Oria nevű kastély, mely Doricus görög lovagról kapta a nevét. E népi etimológia alapján pár történész feltételezte, hogy a város első lakói esetleg dórok vagy más görögök lehettek. Az archeológusok inkább azt sejtették, hogy a szvébek, akik királyai (Tutor és Malo Compedio historial de las dos Numancias leírása szerint) alapították egyik udvarukat Soriában. E két feltételezésnek nem akadt bizonyítéka. Valószínűbb, hogy a Soria szó eredeti inkább a dauria a római kori Durius névből, mely a Duero folyót jelenti.

## Fekvése
Soria az Ibériai-hegység déli oldalában, a Duero folyó jobb partján fekszik, 1063 m-es magasságban. 

## Éghajlata
Soriában a telek spanyol mértékkel mérve hidegek: a napi középhőmérséklet 2,9 °C januárban, legalább 90 fagyos nappal. A nyarak szárazak és melegek (átlagosan 20 °C júliusban és augusztusban) napközben a hőmérséklet 28 °C körül mozog (majd rendszerint 35 °C-ra emelkedik a legforróbb napokon), de néha éjszaka egészen 10 °C-ig zuhan. Szűkös csapadékban (570 mm/év), legcsapadékosabb évszaka a tavasz. Ez Spanyolország leghidegebb megyeszékhelye.

## Története
Soria területének első ismert lakói az ibérek a kelták érkezésekor a keltibérek népet hozták létre a Gergely-naptár előtti 4. században.
Ibéria római hódításakor népe öngyilkos lett a szolgaság elől. A Nyugatrómai Birodalom vége után a szvébek költöztek ide. A Duero partja az arab hódítás után az arab és keresztény világ határa volt, a 12. században I. Alfonz hódította vissza. Kasztília, Aragon, Navarra és León határaként számos konfliktus helyszíne volt. VIII. Alfonz számos kiváltságot adott a városnak, mely ezután nagyrészt zsidók által működtetett kereskedelmi központ volt.

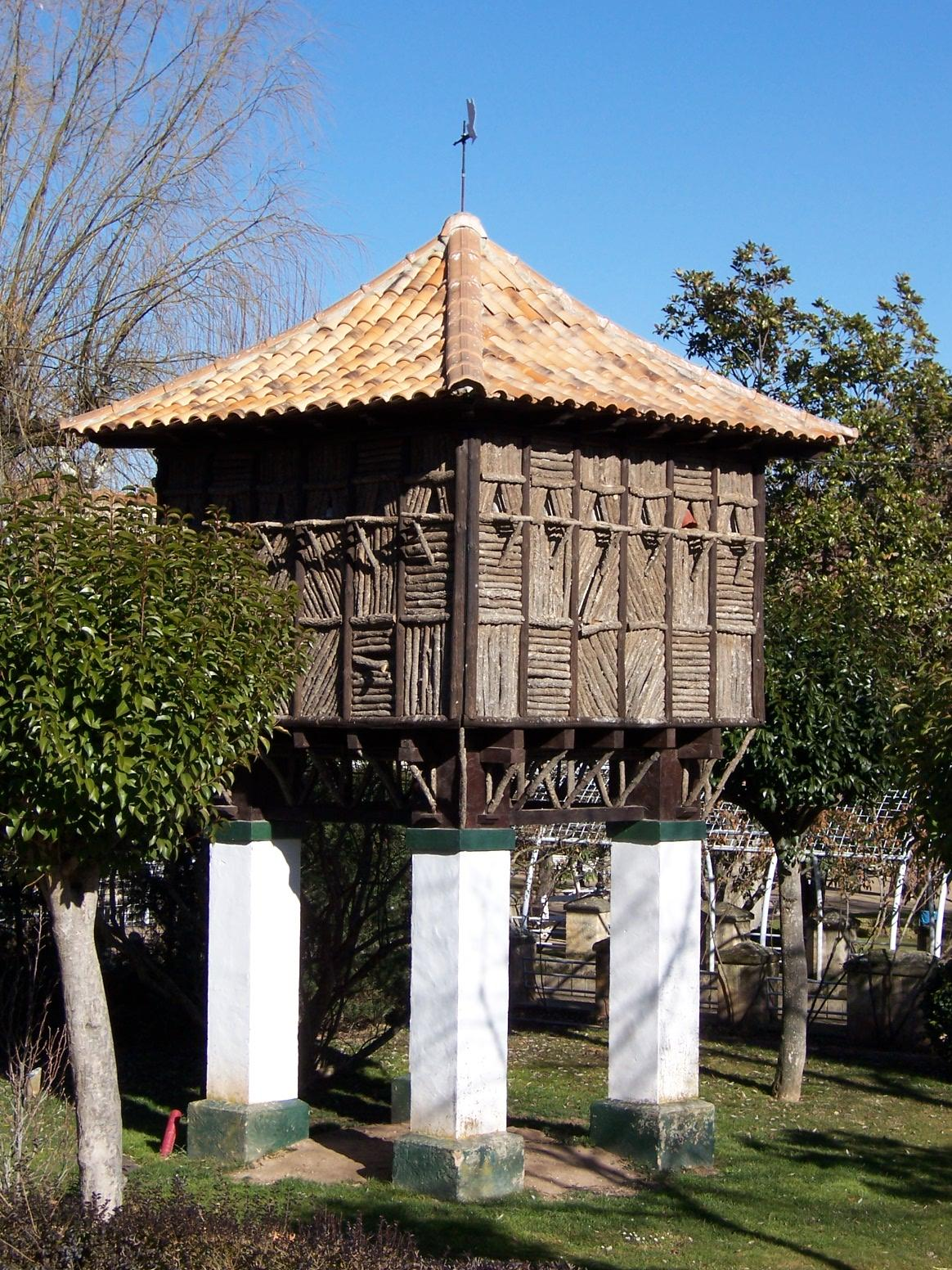
Galambház az Alameda de Cervantes parkban

Aragón és Kasztília 1479-ben történt egyesítése és a spanyolországi zsidók 1492-ben történt elűzése után Soria egészen Franco haláláig fél évezredes hanyatlásnak indult.
Mivel közel van Zaragozához, (Valladolid felé) és Madridhoz és természeti adottságai is jók, jelenleg ismét fejlődik.

## Gazdasága
Gazdasági fejlődésének első csúcsát VIII. Alfonz kasztíliai király uralkodása (1158–1214) idején érte el. Ekkor a gyapjútermelés fontos központja volt.

## Közlekedése
A városba vonat és több busz is jár. Madrid felé vezető útján a felújítás után Soriától Madrid kevesebb mint két óra alatt elérhető lesz.

## Főbb látnivalók

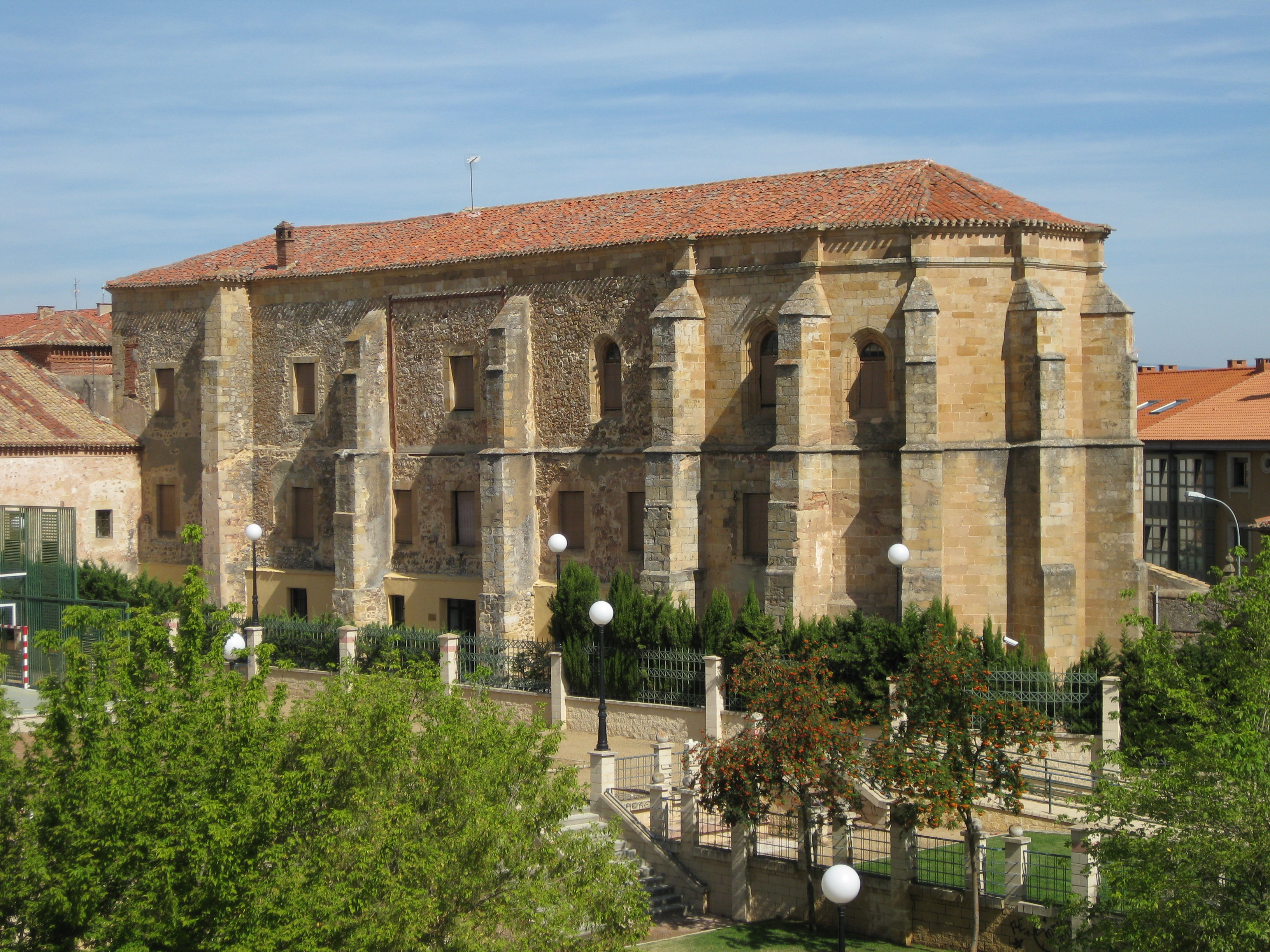
Szent Klára-kolostor, 1224-ből

- A reneszánsz Ayuntamiento (Városháza, 16. század) a Plaza Mayoron (Főtér)
- A Palacio de la Audiencia színház 1739-ből
- Nuestra Señora de la Mayor (16. század) román kori bejárattal
- A város történelmi központjában áll a 12. században épült Szent Dominik-templom (Santo Domingo) román stílusú homlokzata különlegesen szép.[2]

- A várostól keletre, a Duero folyó mellett áll a Szent Péter-katedrális. A templom mellett alapított karmelita kolostort Ávilai Szent Teréz 1581-ben[3] Ezután a 12. században épült templomot átépítették; szerkezetében jelenleg főleg gótikus és reneszánsz elemeket különböztethetünk meg. A kolostor jelenleg nemzeti műemlék. Közelében, a folyó bal partján áll a 18. században a sziklából kifaragott, barokk oltárral díszített, nyolcszög alaprajzú San Saturio-kápolna — San Saturio a város védőszentje.[2]

- Nagy Szent Mária-templom (Santa María la Mayor)
- a 12. században épült Rabanerai Szent János-templom (San Juan de Rabanera) bizánci hatásokat mutat.[2]
- Főterét (Plaza Mayori) a városháza, a Doña Urraca-torony és tizenkét, a 17. században épült családi ház keretezi.[2]
- Los Ríos y Salcedo palota (nemzeti műemlék).
- Gómara-palota — a grófok palotája 1592-ben épült reneszánsz stílusban. Jelenleg a tartományi bíróság székhelye és ugyancsak nemzeti műemlék.
- A város történetét a Numantino Múzeum (Museo Numantino) mutatja be.[2]

- az 1725-ben épült Ermita de Nuestra Señora del Mirón ugyancsak védett műemlék. 2024-ben nagy botrányt kavart, hogy ennek ellenére bárminemű előzetes kutatás-egyeztetás nélkül újították fel. A templombelső barokk díszítéseit jellegtelen geometrikus mintázattal váltották fel, a homlokzat kerubszobrait környezetükhöz nem illeszkedően fehérre mázolták ls kifestették. A spanyol restaurátorok szövetsége szerint ez nem restauráció, hanem egy szakmaiatlan támadás a műemlék ellen.[4]

A mai várostól északra vannak a keltibér Numantia romjai. A sokáig hősiesen tartott erődítményt védői végül leromboltak, hogy ne jusson Scipio kezére. A leleteket a Numantino Múzeumban őrzik.

## Kultúrája

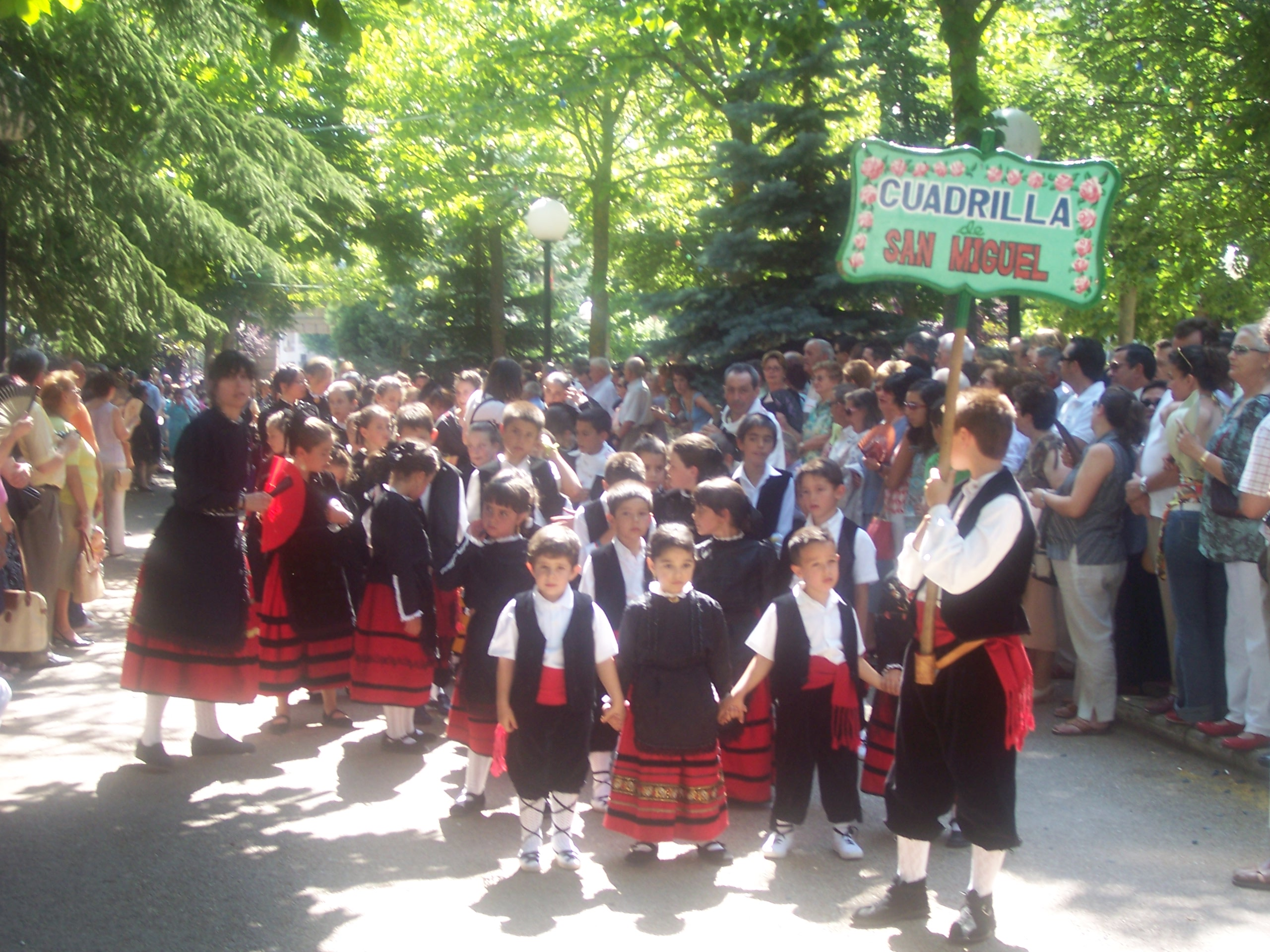
Szent János ünnepnapja Soriában

Bár a várost a 15. századtól elég sok baj érte, V. Fülöp alatt 1739-ben épült a Palacio de la Audiencia színház, amely ma is a város egyik fő látnivalója és nevezetessége.

Soria legismertebb hagyománya a mellette, Pedro Manrique faluban a júniusi Szent János-fesztiválon tartott tűzjárás, mely nemzetközi figyelmet kapott néprajzi és tudományos tanulmányokban és a médiában.

## Testvérvárosai
- Collioure, Franciaország
- Meharrize, Nyugat-Szahara

## Népessége
Lakosságának változását az alábbi diagram mutatja:
| Lakosok száma | 34 640 | 35 769 | 38 205 | 39 528 | 40 147 | 39 516 | 38 881 | 39 398 | 39 450 | 40 750 |
|               | 2001   | 2004   | 2007   | 2009   | 2012   | 2014   | 2017   | 2019   | 2022   | 2024   |

## Fordítás
Ez a szócikk részben vagy egészben  a   Soria című angol Wikipédia-szócikk ezen változatának fordításán alapul.  Az eredeti cikk szerkesztőit annak laptörténete sorolja fel. Ez a jelzés csupán a megfogalmazás eredetét és a szerzői jogokat jelzi, nem szolgál a cikkben szereplő információk forrásmegjelöléseként.